# Нова Попина
Нова Попина е село в Североизточна България, област Силистра, община Ситово.

## География
Селото се намира на 2 км северно-северозападно от село Искра и на 8 км западно от общинския център с. Ситово.
Край селото има микроязовири – западно (достигайки до него) и източно (на километър).

## История
Старото име на селото е Ходжакьой. В него се заселват доста преселници от с. Попина (край р. Дунав, на около 10 км северно), поради го наименуват Нова Попина.
В селото действа народно читалище „Зора - Нова Попина - 2008“.